# Любим (городское поселение)
Городско́е поселе́ние Любим — муниципальное образование в Любимском районе Ярославской области Российской Федерации.
Административный центр — город Любим.

## История
Городское поселение Любим образовано 1 января 2005 года в соответствии с законом Ярославской области № 65-з от 21 декабря 2004 года «О наименованиях, границах и статусе муниципальных образований Ярославской области», границы городского поселения установлены в административных границах города Любим и Любимского сельского округа.

## Население
| 2007  | 2010  | 2011  | 2012  | 2013  | 2014  | 2015  |
| ----- | ----- | ----- | ----- | ----- | ----- | ----- |
| 7549  | ↘7243 | ↘7216 | ↘7031 | ↘6996 | ↘6840 | ↘6798 |
| 2016  | 2017  | 2018  | 2019  | 2020  | 2021  |       |
| ↘6770 | ↘6732 | ↘6642 | ↘6606 | ↘6545 | ↘6423 |       |

## Состав городского поселения
| №  | Населённый пункт  | Тип населённого пункта        | Население |
| -- | ----------------- | ----------------------------- | --------- |
| 1  | Анциферово        | деревня                       | →0        |
| 2  | Голубково         | деревня                       | ↘0        |
| 3  | Гусево            | деревня                       | →0        |
| 4  | Дворянкино        | деревня                       | ↘0        |
| 5  | Иваньково         | деревня                       | ↘1        |
| 6  | Любим             | город, административный центр | ↘5037     |
| 7  | Назарово          | деревня                       | ↘2        |
| 8  | Останково         | деревня                       | ↗393      |
| 9  | Отрадный          | посёлок                       | ↗1088     |
| 10 | Починок-Черепанов | деревня                       | →21       |
| 11 | Починок-Чечулин   | деревня                       | →0        |
| 12 | Соколиный         | посёлок                       | ↘97       |
| 13 | Стан              | деревня                       | ↗7        |
| 14 | Сусолово          | деревня                       | →0        |
| 15 | Хабалево          | деревня                       | ↘12       |
| 16 | Шарна             | деревня                       | ↗56       |
| 17 | Шевелево          | деревня                       | →3        |
| 18 | Ярыгино           | деревня                       | ↘8        |